# Pachycephala philippinensis
Lo zufolatore ventregiallo (Pachycephala philippinensis (Walden, 1872)) è un uccello passeriforme della famiglia Pachycephalidae, endemico delle Filippine.